# Troviscoso
Troviscoso ist ein Ort und eine ehemalige Gemeinde (Freguesia) im nordportugiesischen Kreis Monção.

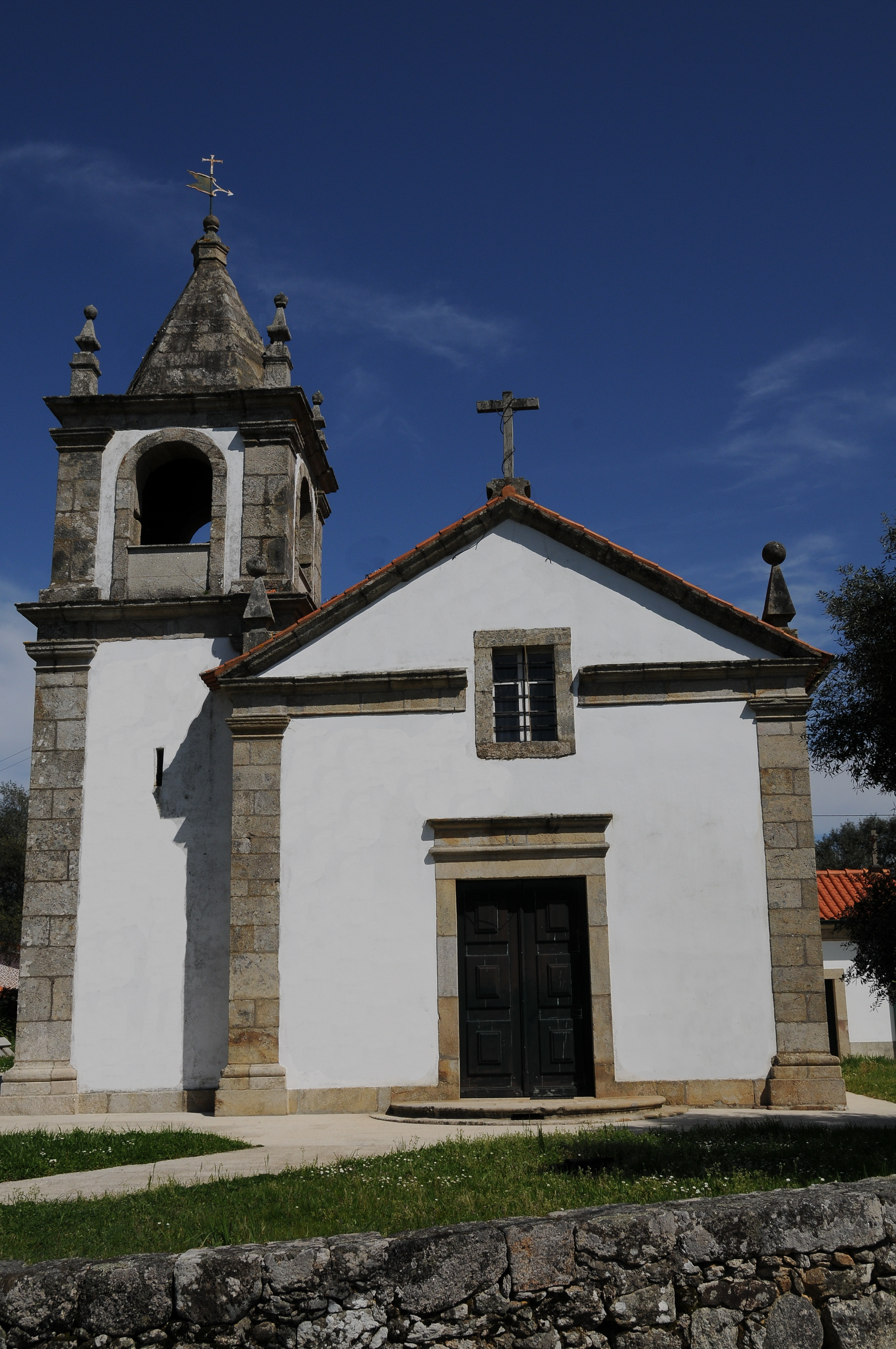
Kirche von Troviscoso

 Die Gemeinde hatte 1066 Einwohner (Stand 30. Juni 2011).
Am 29. September 2013 wurden die Gemeinden Troviscoso und Monção zur neuen Gemeinde União das Freguesias de Monção e Troviscoso zusammengeschlossen.